# Mario Frangoulis
Mario Frangoulis grec. Μάριος Φραγκούλης (ur. 18 grudnia 1966 r. w Rodezji dzis. Zimbabwe) – grecki wokalista (tenor).

## Życiorys
Urodził się w rodzinie greckiej, mieszkającej w Rodezji. Kiedy miał cztery lata, wyjechał do Aten, gdzie zamieszkał z ciotką Loulą i jej mężem. W wieku 8 lat rozpoczął występy z miejscowym chórem, a mając 11 wystąpił w szkolnym przedstawieniu musicalu Józef i cudowny płaszcz snów w technikolorze Andrew Lloyda Webbera.
W 1984 ukończył konserwatorium, w klasie skrzypiec i wyjechał do Londynu. Tam podjął naukę w Szkole Muzyki i Dramatu Guildhall, występując na scenach londyńskich jako śpiewający aktor. W 1989 dzięki stypendium im. Marii Callas dla śpiewaków operowych rozpoczął naukę w Akademii Verdiego w Busseto, pod kierunkiem Carlo Bergonziego. Naukę kontynuował w Rzymie, pod kierunkiem Alfredo Krausa, a następnie w Nowym Jorku w Juilliard School.
W 1991 Frangoulis został zaproszony przez A.L. Webbera do zaśpiewania roli Raula w musicalu Upiór w Operze, wystawianym przez londyński Her Majesty's Theatre. W tym samym roku śpiewał na koncercie Serenada dla Księżnej, w dzień urodzin księżnej Diany. W lipcu 2000 występując w musicalu West Side Story został pierwszym greckim śpiewakiem, który zaśpiewał na deskach mediolańskiej La Scali. Jego kariera uległa gwałtownemu przyspieszeniu w 2004, kiedy był główną gwiazdą koncertu noworocznego w Atenach, a jego koncert uświetnił otwarcie Igrzysk Olimpijskich w tym mieście. Od 2005 regularnie występuje na największych scenach amerykańskich, głównie w repertuarze musicalowym.

## Dyskografia
- 1999: Fengari Erotevmeno (Sony Music)
- 2000: Acropolis Concert (Sony Music)
- 2002: Sometimes I dream (Sony Classical)
- 2004: Follow Your Heart (Sony Classical)
- 2007: Amore Oscuro (Sony BMG)
- 2008: Mario and Friends (Sony BMG)
- 2011: Beautiful Things (Sony Classical)